# لوك هانكوك
لوك هانكوك (20 يناير 1990 في الولايات المتحدة - ) (بالإنجليزية: Luke Hancock)‏ هو مخطط مالي ولاعب كرة سلة أمريكي في مركز هجوم صغير الجسم. لعب مع نادي بانيونيس لكرة السلة ولويفيل كاردينالز للرجال ‏ وGeorge Mason Patriots men's basketball ‏.

## وصلات خارجية
- لوك هانكوك على موقع كرة السلة الأوروبية.كوم (الإنجليزية)
- لوك هانكوك على موقع إي إس بي إن.كوم (الإنجليزية)
- لوك هانكوك على موقع كلية كرة السلة في سبورتس رفرنس.كوم (الإنجليزية)
- لوك هانكوك على موقع ريلجم (الإنجليزية)
- لوك هانكوك على موقع سبورتس رفرنس (الإنجليزية)